# Kika (kanał telewizyjny)
Kika (zapis stylizowany: KiKA, dawniej KI.KA) – niemiecka stacja telewizyjna skierowana do dzieci i młodzieży w wieku od 3 do 14 lat.

## Historia
Stacja powstała dzięki współpracy stacji ARD i ZDF 1 stycznia 1997 roku, oficjalnie pod nazwą Der Kinderkanal von ARD und ZDF (tłum. Kanał dziecięcy ARD i ZDF), lecz funkcjonowała początkowo jako Der Kinderkanal; drugie słowo obydwu wówczas funkcjonujących nazw to złożenie wyrazów kinder („dzieci”), oraz kanal („kanał”), skąd wywodzi się obecna nazwa Kika. Nadaje głównie seriale animowane i fabularne dla dzieci, a także magazyny własnej produkcji. Emisja każdego dnia trwa od 6 do 21, w nocy emitowane są zapętlone kreskówki „Bernd das Brot” (Chleb Bernard). Siedziba stacji znajduje się w Erfurcie.
W Polsce można odbierać program stacji dzięki odbiornikom satelitarnym skierowanym na Astrę, a także niektórym telewizjom kablowym.

## Programy
- Wissen macht Ah!
- The Garfield Show
- Pingu
- Chleb Bernard